# Новак (община Вапа)
 Тази статия е за дебърското село.  За битолското вижте Новаци.  
Но̀вак или Но̀ваци (на македонска литературна норма: Новак; на албански: Novaku) е село в Северна Македония, в община Вапа (Център Жупа).

## География
Селото е разположено в областта Жупа в западните склонове на планината Стогово.

## История
В XIX век Новак е голямо турско село в Дебърска каза на Османската империя. В „Етнография на вилаетите Адрианопол, Монастир и Салоника“, издадена в Константинопол в 1878 година и отразяваща статистиката на населението от 1873 година, Ноаци (Noatzi) е посочено като село със 150 домакинства, като жителите му са 280 турци.
Според статистиката на Васил Кънчов („Македония. Етнография и статистика“) в 1900 Ноаци има 600 жители турци.
На Етнографската карта на Битолския вилает на Картографския институт в София от 1901 година Новаци е чисто турско в Дебърската каза на Дебърския санджак със 150 къщи.
В 1915 година, по време на Първата световна война, селото е анексирано от Царство България. Към 1 март 1916 година Новакъ е част от Светоградската община на българската Дебърска околия.
На етническата си карта на Северозападна Македония в 1929 година Афанасий Селишчев отбелязва Новак като смесено българо-албанско село.
Според преброяването от 2002 година селото има 1006 жители.
| Националност | Всичко |
| македонци    | 0      |
| албанци      | 0      |
| турци        | 1003   |
| роми         | 0      |
| власи        | 0      |
| сърби        | 0      |
| бошняци      | 0      |
| други        | 3      |